# Tercera División Grupo 13
De Tercera División RFEF Grupo 13 is een van de regionale divisies van de Tercera División RFEF, sinds seizoen 2021-2022 de vijfde voetbaldivisie van Spanje. Het is de eerste divisie in de regio Murcia en de Tercera División RFEF Grupo 13 bevindt zich in dat opzicht onder de Segunda División RFEF en boven de Territorial Preferente de la Región de Murcia.

## Opzet
Er zijn 18 clubs die in een competitie tegen elkaar uitkomen. De kampioen promoveert automatisch en de nummers 2 t/m 5 spelen play-offs om een plaats in de Segunda División RFEF. De nummers 16, 17 en 18 dalen af naar de Preferente.
Águilas FC ·
Atlético Pulpileño · 
CD Bullense ·
FC Cartagena B ·
Cartagena FC ·
EDMF Churra ·
CAP Ciudad de Murcia ·
El Palmar CF ·
Huércal-Overa CF ·
La Unión Atlético CF ·
Lorca FC ·
UD Los Garres ·
Mar Menor FC · 
Mazarrón FC ·
CD Minera ·
SFC Minerva ·
Muleño CF · 
Real Murcia B ·
Racing Murcia FC ·
UCAM Murcia CF B ·
Olímpico de Totana ·
CD Plus Ultra